# Курйок
Курйок — река на Кольском полуострове в Мурманской области. Левый приток Кицы (бассейн Умбозера).
Длина реки составляет 10 км. Протекает в болотистой местности на юго-востоке от Умбозера, на границе городского округа Кировск и Ловозерского района. Устье реки находится в 26 км по левому берегу реки Кица.
Населённых пунктов в бассейне реки нет.

## Данные водного реестра
По данным государственного водного реестра России относится к Баренцево-Беломорскому бассейновому округу, водохозяйственный участок реки — реки бассейна Белого моря от западной границы бассейна реки Иоканга (мыс Святой Нос) до восточной границы бассейна реки Нива, без реки Поной. Речной бассейн реки — бассейны рек Кольского полуострова и Карелии.
Код объекта в государственном водном реестре — 02020000212101000009244.